# Dubai Monorail
| Ein Zug der Dubai Monorail |                        |                                      |                                      |
| Streckennetz |                        |                                      |                                      |
| Streckenlänge: | 5,45 km                |                                      |                                      |
| Stromsystem: | 1500 V =               |                                      |                                      |
| Maximale Neigung: | 60 ‰                   |                                      |                                      |
| Streckengeschwindigkeit: | 70 km/h                |                                      |                                      |
| Zugbeeinflussung: | ATC mit ATO Stufe GoA3 |                                      |                                      |
| Zweigleisigkeit: | durchgehend            |                                      |                                      |
| |                        |                                      |                                      |
| Streckenverlauf |                        |                                      |                                      |
| \| \| 0,00 \| Atlantis Aquaventure Waterpark \| Atlantis Aquaventure Waterpark \| \| \| \| \| \| \| \| \| \| \| \| \| 0,60 \| The Pointe vorübergehend geschlossen \| The Pointe vorübergehend geschlossen \| \| \| 1,21 \| Nakheel Mall \| Nakheel Mall \| \| \| 3,42 \| Al Ittihad Park \| Al Ittihad Park \| \| \| \| \| \| \| \| 5,45 \| Palm Gateway \| Palm Gateway \| \| \| \| Straßenbahn Dubai T1 \| \| \| \| 7,4 \| \| \| \| \| \| Dubai Internet City Metro Dubai RED \| \| |                        |                                      |                                      |
| U-Bahn-Haltepunkt / Haltestelle Anfang Hochstrecke | 0,00                   | Atlantis Aquaventure Waterpark       | Atlantis Aquaventure Waterpark       |
| U-Bahn-Überleitstelle / Spurwechsel |                        |                                      |                                      |
| |                        |                                      |                                      |
| ehemaliger U-Bahn-Haltepunkt / Haltestelle | 0,60                   | The Pointe vorübergehend geschlossen | The Pointe vorübergehend geschlossen |
| U-Bahn-Haltepunkt / Haltestelle | 1,21                   | Nakheel Mall                         | Nakheel Mall                         |
| U-Bahn-Haltepunkt / Haltestelle | 3,42                   | Al Ittihad Park                      | Al Ittihad Park                      |
| |                        |                                      |                                      |
| | 5,45                   | Palm Gateway                         | Palm Gateway                         |
| U-Bahn-Kreuzung (Strecke geradeaus außer Betrieb) · U-Bahn-Strecke quer |                        | Straßenbahn Dubai T1                 | Straßenbahn Dubai T1                 |
| U-Bahn-Strecke nach links (außer Betrieb) · U-Bahn-Kopfbahnhof Ende Hochstrecke und quer (Strecke außer Betrieb) | 7,4                    |                                      |                                      |
| U-Bahn-Strecke quer · U-Bahn-Strecke quer |                        | Dubai Internet City Metro Dubai RED  | Dubai Internet City Metro Dubai RED  |

Die Dubai Monorail, auch Palm Jumeirah Monorail genannt, ist eine für die Stadt Dubai (Vereinigte Arabische Emirate) privat errichtete Einschienenbahn nach dem System Alweg. Die 5,5 Kilometer lange Strecke mit fünf Stationen vom Festland auf die Palm Jumeirah hat überwiegend touristische Bedeutung.

## Planung und Geschichte
Im Jahr 2005 wurde ein privates Joint Venture japanischer und einheimischer Unternehmen zum Bau der Dubai Monorail gegründet. Die japanischen Unternehmen unter Projektführerschaft von Marubeni übernahmen, wie schon bei der Metro Dubai, die planerische und technische Seite, die einheimischen Unternehmen (Nakheel) die Projektleitung. Auch sind sie für den Fahrstreckenbau zuständig. Der Bau der ersten und 5,45 km langen Strecke wurde 2006 begonnen, im Herbst 2008 begannen die Testfahrten und die Eröffnung erfolgte am 30. April 2009.
Das Monorail-System wird – wie überwiegend auch die Strecken der Metro Dubai – auf Viadukten geführt. Die fahrerlos geleiteten Fahrzeuge queren so auch Gewässer, wichtig bei den vielen künstlichen Inseln, Buchten und Kanälen vor der Küste von Dubai.

## Strecken

### Erste Strecke Gateway Palm–The Palm Atlantis Dubai
Sie führt vom Bahnhof Gateway Palm zum Bahnhof Atlantis Aquaventure Waterpark direkt vor dem Hotelkomplex „The Palm Atlantis Dubai“ und dem Erlebnisbad „Aquaventure Waterpark“. Ursprünglich ohne Zwischenhalt, wurden bisher drei Zwischenstationen nachträglich eingefügt: Al Ittihad Park im Juli 2017, Nakheel Mall im November 2019 sowie The Pointe im Oktober 2022.

### Weitere Planungen
Eine Verlängerung der bestehenden Strecke bis zur Haltestelle Dubai Internet City der Roten Linie der Metro Dubai ist geplant.
Insgesamt sollen im Endausbau sieben Strecken jeweils in der Nähe wichtiger Knotenpunkte oder direkt an Stationen der Metro Dubai ansetzen, um von dort mit relativ kurzen Stichstrecken Siedlungskonzentrationen oder interessante Ziele zu bedienen. Die anderen Strecken der Dubai Monorail sollten nach jeweiligem Baufortschritt und Bedarf der angefahrenen Gebiete oder Großprojekte bis ca. 2018 einsatzbereit sein. Auf Grund der Finanzkrise wurden seit Eröffnung der ersten Strecke, abgesehen von den Zwischenstationen auf dieser, jedoch keine Bauarbeiten mehr ausgeführt (Stand: August 2023).

## Technik
Der Betrieb erfolgt vollautomatisch, ein mitfahrender Zugbegleiter kann im Notfall eingreifen.

## Betrieb
Die Linie wird werktags zwischen 9:15 Uhr und 22 Uhr und am Wochenende bis Mitternacht im 15-Minuten-Takt betrieben, die Fahrzeit für die gesamte Strecke beträgt ca. 10 Minuten. Es sind zwei Fahrzeuge auf der Strecke unterwegs, die sich in der Nähe der Station Nakheel Mall begegnen.
Auf der Landseite ist die Strecke über Buslinien, Taxen und die Straßenbahn Dubai angebunden. Allerdings liegt zwischen der Endhaltestelle der Straßenbahn und der Endstation der Monorail ein ca. 400 Meter langer Fußweg, der durch ein Parkhaus führt. Erschwerend kommt hinzu, dass die privat betriebene Monorail nicht dem Tarifgefüge des Dubaier Verkehrsverbundes angehört, die Fahrten also zusätzlich bezahlt werden müssen. Im Moment sind nur zwei – statt der ursprünglich geplanten vier dreigliedrigen Züge, die bei Hitachi gebaut wurden – im Einsatz, womit die maximal mögliche Kapazität der Linie von 2.400 Personen pro Stunde/40.000 pro Tag längst nicht erreicht wird. Im Jahr 2017, vor der Eröffnung der Station Al Ittihad Park an einem großen Wohnkomplex, nutzten bei einem 11-Minuten-Takt etwa 3.000 Passagiere täglich die Einschienenbahn.
Seit September 2020 betragen die Fahrpreise für die Gesamtstrecke 20 Dirham (umgerechnet 5 Euro) für die einfache Fahrt, 30 Dirham (7,50 Euro) für die Hin- und Rückfahrt und 35 Dirham (8,75 Euro) für die Tageskarte. Die Monorail ist damit deutlich teurer als die staatlich subventionierten Linien des Dubaier Verkehrsverbundes, wo zum Beispiel die auch für Touristen geeignete 24-Stunden-Verbundkarte 14 Dirham (3,50 Euro) kostet. Seit Oktober 2022 kann mit der Nol Card des Verkehrsverbundes bezahlt werden.

## Bildergalerie

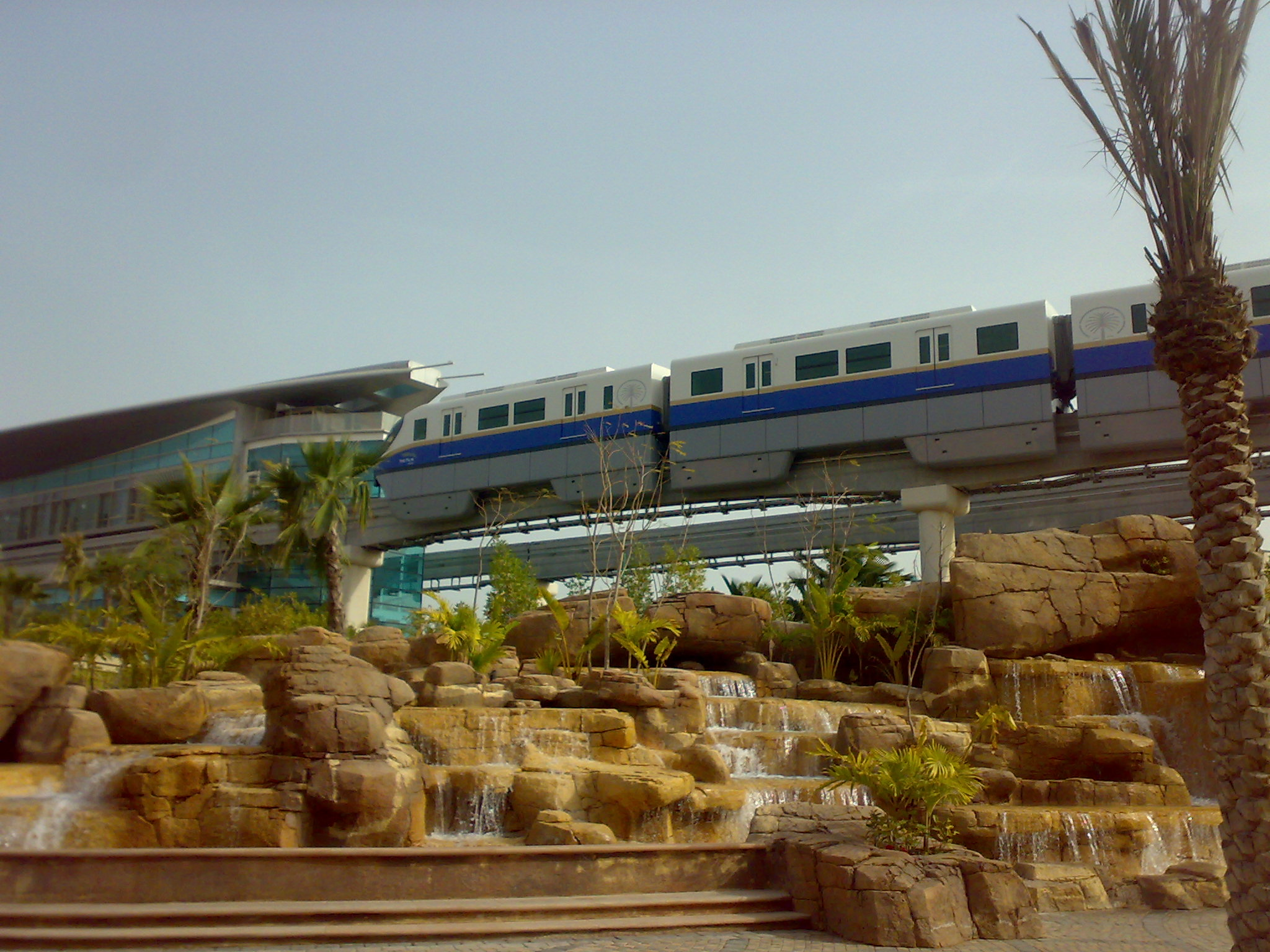
Ein Zug während einer Testfahrt bei Einfahrt in die Station Atlantis
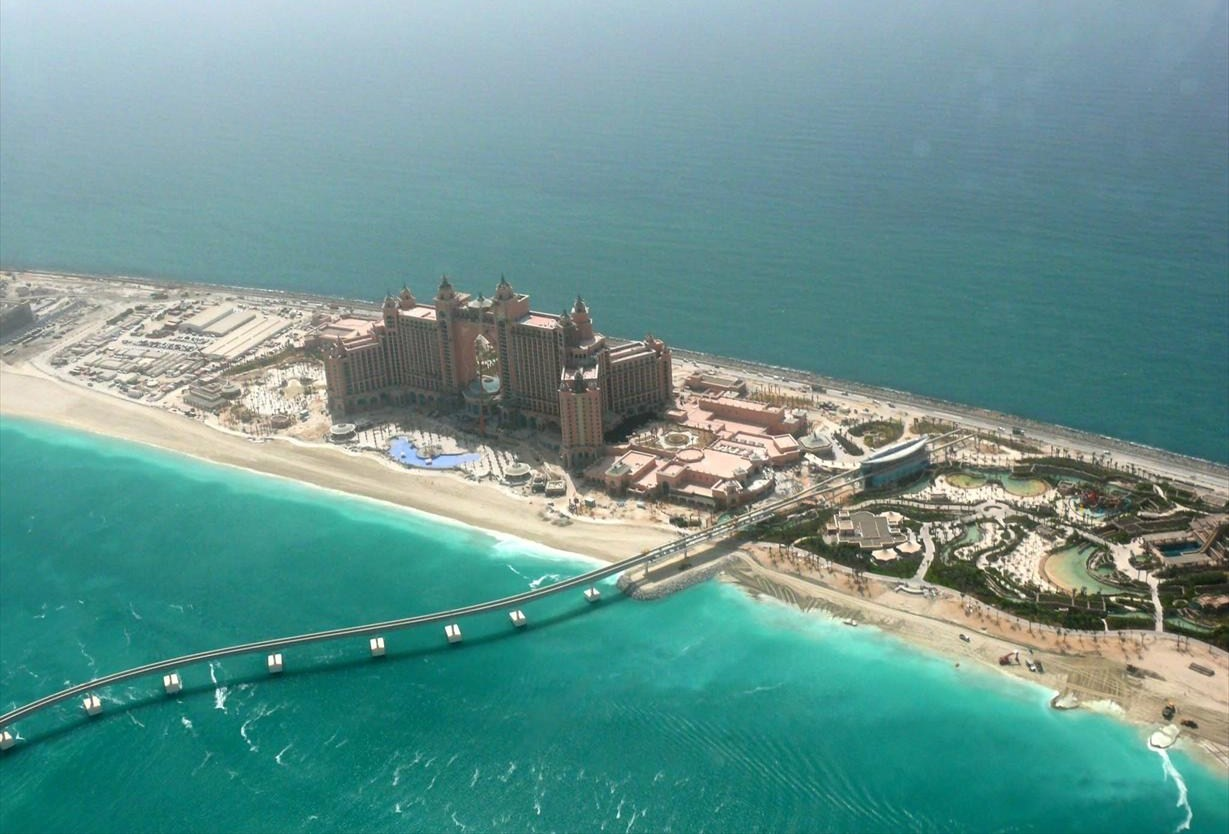
Das Streckenende am Atlantis im Mai 2008
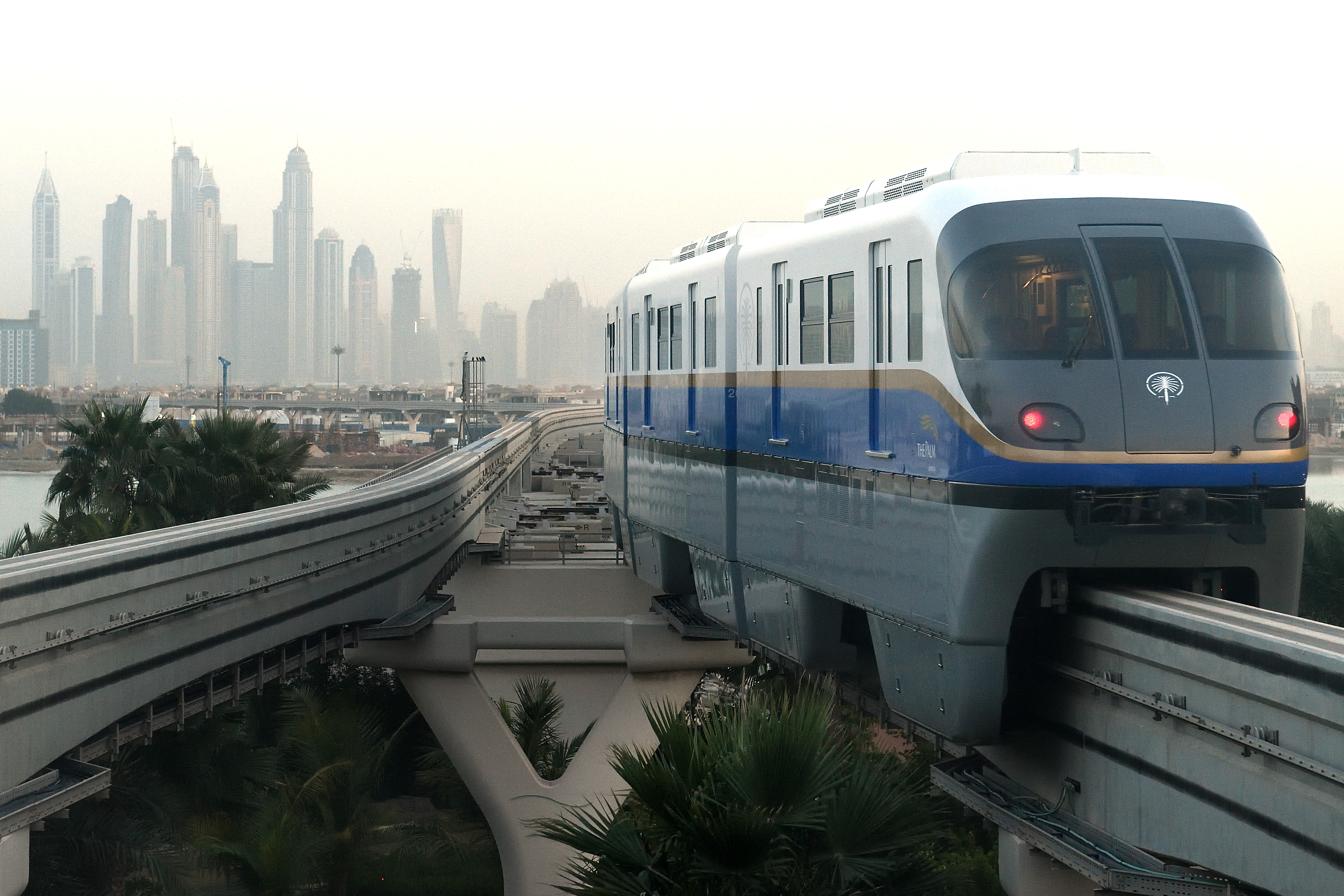
Ein Zug verlässt die Endstation Atlantis in Richtung Festland
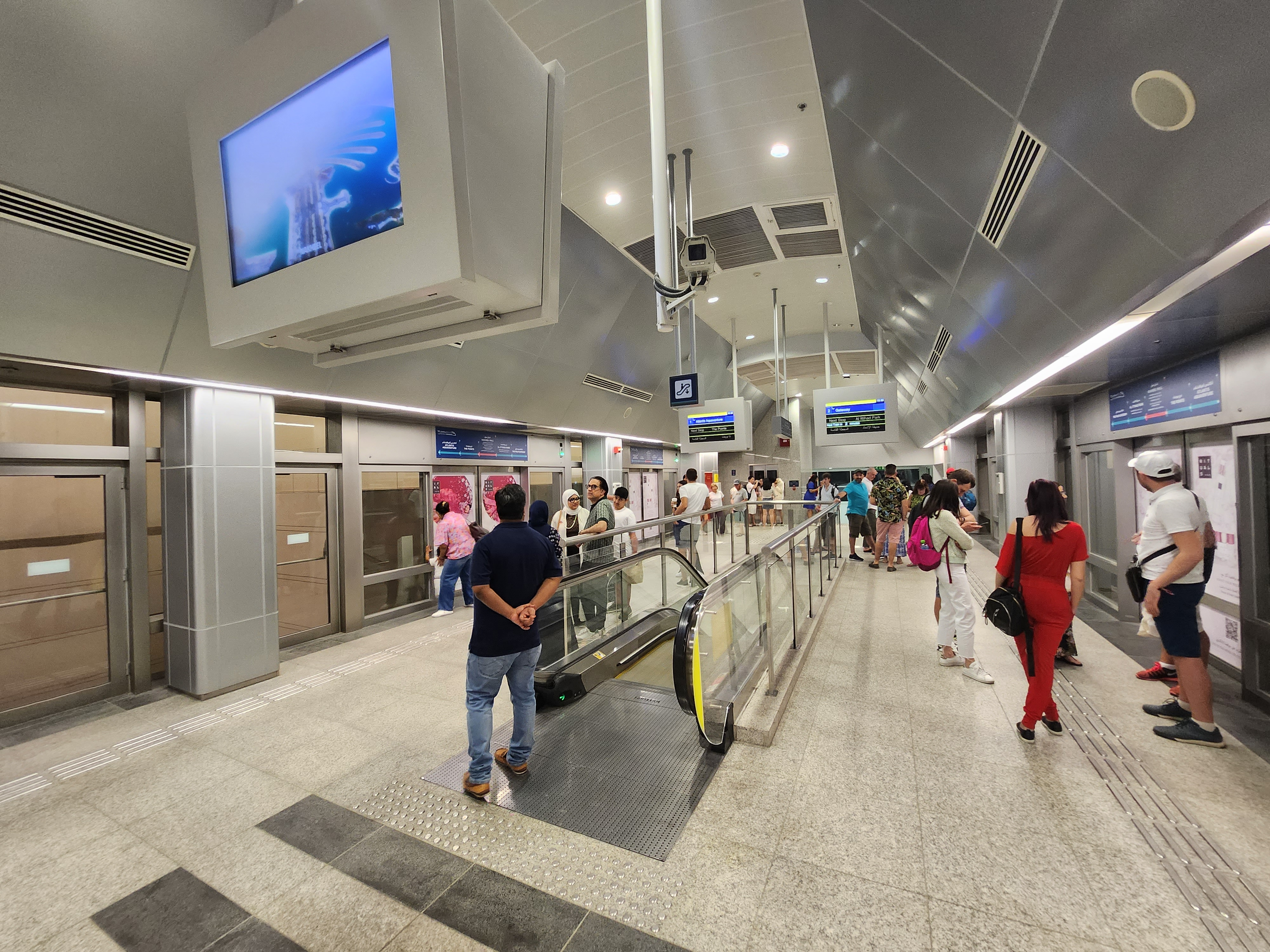
Station Nakheel Mall
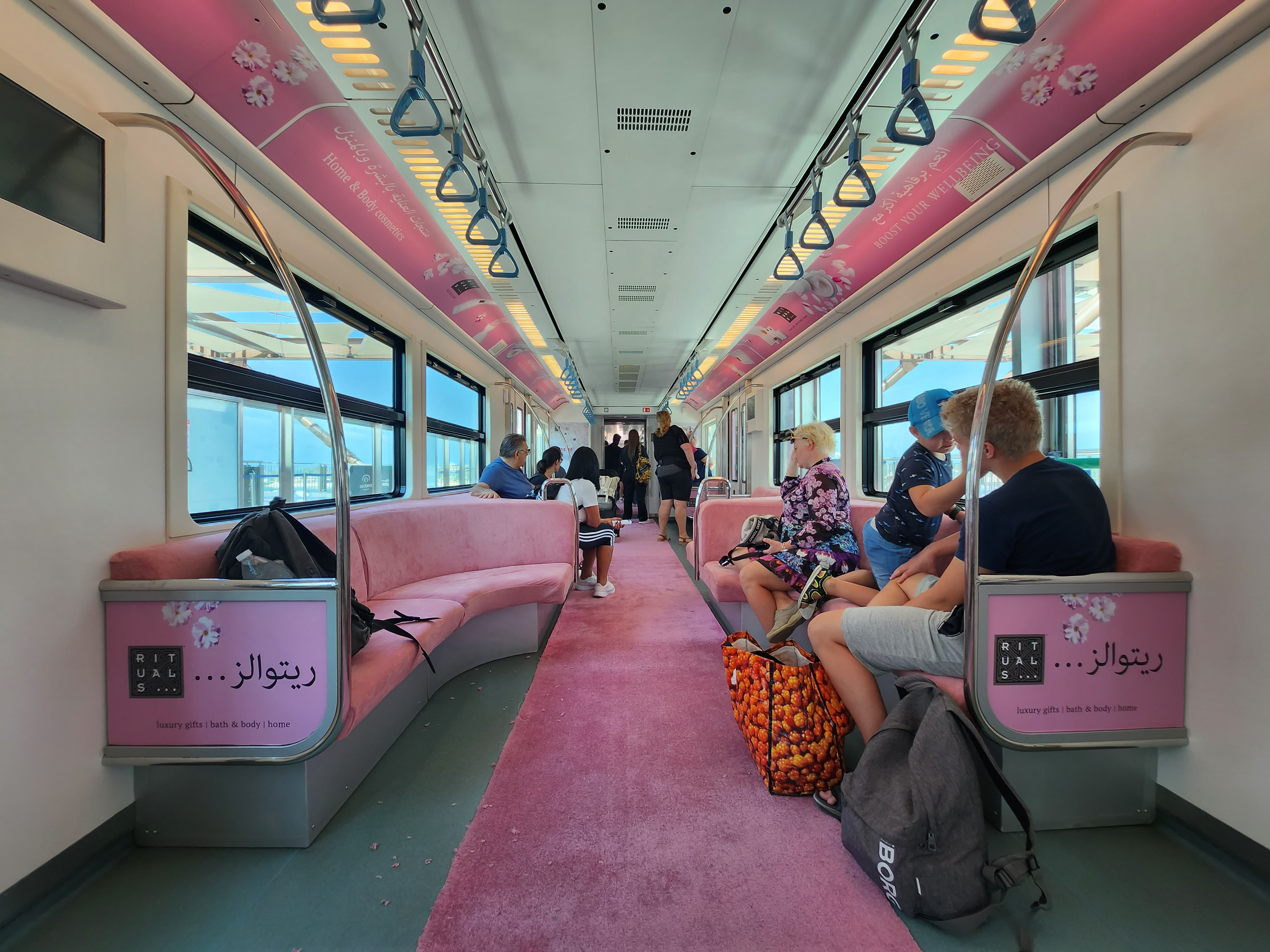
Innenansicht eines Zuges